# Lucas North

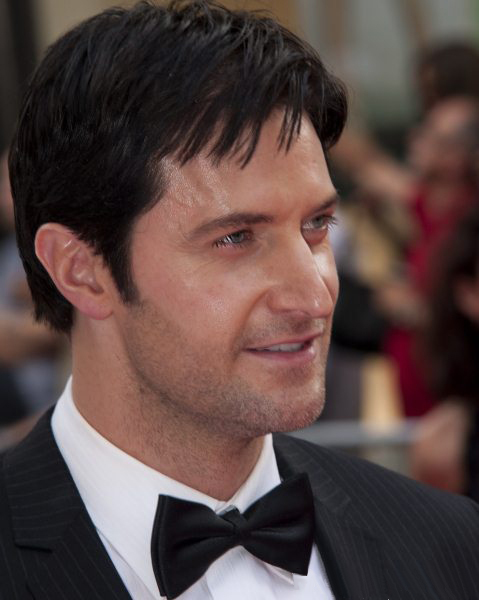
Richard Armitage en los BAFTA de televisión de 2010.

John "Lucas North" Bateman es un personaje ficticio que aparece en la serie britanicá de espionaje Spooks. North es interpretado por el actor británico Richard Armitage desde su primera aparición en la séptima temporada, su personaje es el que tiene más elemento de misterio en la serie.

## Antecedentes
John Bateman fue criado en la zona rural de Cumbria, donde su padre se convirtió en un ministro metodista. John estudió en Dakar, Senegal, en donde fue enviado a enviar cannabis a Hamburgo a cambio de dinero. Cuando John fue capturado las autoridades tomaron el envío y el dinero y lo dejaron en Dakar.
Para ganar dinero suficiente para regresar al Reino Unido, trabajó en un casino en donde se le acercó Vaughn Edwards, John comenzó a trabajar para Vaughn entregando paquetes, uno de esos resultó ser una bomba, que explotó en la Embajada Británica y mató a 17 personas. Para poder escapar del país John mató a su amigo, Lucas North, un joven que trabajaba con él en el casino y que estaba a punto de unirse al MI5. Después de matarlo John tomó la identidad de Lucas y escapó de Dekar.
Más tarde a su regreso al Reino Unido comenzó a salir con Maya Lahan, hasta que se vio obligado a dejarla.

## MI5
Lucas se unió a la Sección D en 1995 y es el protegido de Sir Harry Pearce y el mejor en su campo. Lucas se convirtió en Jefe de la Sección D, antes que Tom Quinn.
Lucas ha pasado los últimos 8 años en una cárcel rusa luego de que una operación del MI5 en Rusia saliera mal y fuera capturado y encarcelado, durante su tiempo en prisión le preguntaron sobre la Operación "Sugarhorse" (una operación ultrasecreta del MI5). Al inicio de la séptima temporada Harry hace un intercambio para ponerlo en libertad.

## Séptima Temporada (2008)[4]
Después de salir de prisión la vida que el conocía ya no existe, ya que todo lo que conocía cambio y su entonces esposa Elizabeta ahora está casada con otro. En el episodio 6 de la séptima temporada Lucas le dice a un adolescente que estaba protegiendo que él se crio en un ámbito rural y que su padre era un ministro metodista. Tiene una gran pasión por las pinturas de William Blake ya que no confía en los sistemas, como él.
A su regreso al MI5 varios agentes no están seguros de su lealtad, ya que no saben si es un doble agente o no y están preocupados por la relación que North pudiera haber entablado con los Servicios de Inteligencia Rusia FSB y con Arkady Kachimoy durante su estancia en la prisión; así que tiene que demostrar que él en verdad quiere regresar al grupo.
La personalidad de Lucas parece estar dividida, él ha tenido que soportar la tortura y los trabajos forzados, durante este tiempo se preguntó por qué el gobierno británico lo había abandonado y estaba seguro de que Harry era el culpable de su encarcelamiento.
 En el penúltimo episodio de la 7.ª serie Connie James, confiesa ser ella quien lo descubrió ante los Rusos y por ende la responsable de su encarcelamiento.
Lucas se da cuenta de que Jo Portman está pasando por un duro momento después de haber sido torturada y capturada junto con Adam Carter por los Redbacks un grupo de mercenarios que se encargan de torturar a agentes, Lucas le aconseja que hable con alguien, lo cual la ayuda a seguir.

## Octava Temporada (2009)
Al inicio de la octava temporada comienza una relación con la agente de la CIA Sarah Caulfield, el nuevo enlace de Gran Bretaña. Sin embargo el romance terminó cuando se descubrió que Sarah trabajaba como doble agente para Nightingale; poco después Sarah fue detenida y más tarde fue asesinada por un sicario quien seguía las órdenes de Nightingale.
Durante el último episodio Lucas trata de regresar al hotel donde se quedaron el Secretario del Interior Andrew Lawrence y la agente Ros Myers, sin embargo antes de poder llegar sale disparado luego de que el hotel explotara.

## Novena Temporada (2010)
Durante la novena temporada y tras la muerte de Ros, Lucas se convierte en el nuevo Jefe de la Sección D.
Como jefe Lucas le pide a Harry Pearce formar un nuevo equipo en donde acepta a Dimitri Levendes un joven útil y ex-SBS & a Beth Bailey, una pasiva y antigua "mercenaria". Poco después cuando Vaughn Edwards le entrega a Lucas un portafolio lleno de sus cosas personales, Lucas encuentra una foto de él con Maya Lahan, su primer amor. Sin embargo, cuando Lucas la encuentra, Maya no quiere saber nada de él después de que él la dejara quince años atrás.
Poco después Vaughn comienza a chantajear a Lucas y le pide un archivo llamado "Albany", diciéndole que si se lo da lo va a dejar en paz, creyendo en lo que le dijo Lucas entra en la base de datos del MI5 tomando la identidad de uno de los trabajadores y descarga el archivo y cuando se lo da a Vaughn. Más tarde ese mismo día descubre que Vaughn se está haciendo pasar por Michael y que es el novio de Maya y se da cuenta de que de no lo dejará en paz.
Poco después y gracias a la ayuda de Beth Bailey y Ruth Evershed, Harry se entera de la verdadera identidad de Lucas y lo confronta, este le cuenta que Vaughn se le acercó cuando trabajaba en Dekar y comenzó a llevar paquetes para él, uno de esos ser una bomba, que explotó en la Embajada Británica en Dekar y mató a diecesiete personas, y que para poder escapar del país por miedo a que lo mataran John mató a su amigo, Lucas North, y tomó su identidad. Poco después Harry decide liberar a Lucas para que encuentre a Vaughn.
Más tarde ese mismo día y con la ayuda de Vaughn, John recuerda que en realidad sí sabía que había una bomba en el portafolio y que él fue quien la activó, también recuerda que él fue quien mató a Lucas, para tomar su identidad no Vaughn, poco después Vaughn muere por la herida que Lucas le produjo en la pierna con un cuchillo, más temprano ese mismo día y trata de escaparse con de Lóndres Maya, poco después Lucas secuestra a Ruth y le dice a Harry que la intercambiará por el documento Albany, después de hacerse el intercambio Lucas descubre que el documento es una arma genética.
Poco después Maya es asesinada mientras trataba de escapar de Beth y Dimitri, Lucas buscando venganza le da a los Chinos el documento y va en busca de Harry para matarlo, durante el enfrentamiento Harry piensa que Lucas lo va a matar cuando este lo obliga a darle la espalda, sin embargo Lucas muere después de aventarse del techo de un edificio.